# Verein für Leibesübungen Wolfsburg 2014-2015
Questa pagina raccoglie i dati riguardanti il V.f.L. Wolfsburg nelle competizioni ufficiali della stagione 2014-2015.

## Stagione
Nella stagione 2014-2015 il Wolfsburg, allenato da Dieter Hecking, concluse il campionato di Bundesliga al 2º posto. In coppa di Germania il Wolfsburg vinse la finale con il Borussia Dortmund. In Europa League il Wolfsburg fu eliminato ai quarti di finale dal Napoli.

## Maglie e sponsor
Le tenute di gioco richiamano i colori sociali della squadra, il bianco e il verde, con un motivo a X bianca in campo verde sulla maglietta della tenuta casalinga. Sponsor principale è la casa automobilistica Volkswagen.
| Casa | Trasferta | Terza tenuta |

## Rosa
| N. |                        | Ruolo | Calciatore       |
| -- | ---------------------- | ----- | ---------------- |
| 1  | Svizzera (bandiera)    | P     | Diego Benaglio   |
| 2  | Germania (bandiera)    | D     | Patrick Ochs     |
| 3  | Danimarca (bandiera)   | A     | Nicklas Bendtner |
| 4  | Germania (bandiera)    | D     | Marcel Schäfer   |
| 5  | Svizzera (bandiera)    | D     | Timm Klose       |
| 7  | Germania (bandiera)    | C     | Daniel Caligiuri |
| 8  | Portogallo (bandiera)  | C     | Vieirinha        |
| 9  | Croazia (bandiera)     | C     | Ivan Perišić     |
| 10 | Germania (bandiera)    | C     | Aaron Hunt       |
| 12 | Paesi Bassi (bandiera) | A     | Bas Dost         |
| 14 | Belgio (bandiera)      | A     | Kevin De Bruyne  |
| 15 | Germania (bandiera)    | C     | Christian Träsch |
| 17 | Germania (bandiera)    | A     | André Schürrle   |

| N. |                     | Ruolo | Calciatore        |
| -- | ------------------- | ----- | ----------------- |
| 20 | Germania (bandiera) | P     | Max Grün          |
| 21 | Germania (bandiera) | P     | Patrick Drewes    |
| 22 | Brasile (bandiera)  | C     | Luiz Gustavo      |
| 23 | Francia (bandiera)  | C     | Josuha Guilavogui |
| 24 | Germania (bandiera) | D     | Sebastian Jung    |
| 25 | Brasile (bandiera)  | D     | Naldo             |
| 26 | Brasile (bandiera)  | D     | Felipe Lopes      |
| 27 | Germania (bandiera) | C     | Max Arnold        |
| 29 | Cina (bandiera)     | C     | Zhang Xizhe       |
| 31 | Germania (bandiera) | D     | Robin Knoche      |
| 34 | Svizzera (bandiera) | D     | Ricardo Rodríguez |
| 39 | Germania (bandiera) | A     | Max Kruse         |

## Organigramma societario
Area tecnica
- Allenatore: Dieter Hecking
- Allenatore in seconda: Dirk Bremser, Ton Lokhoff
- Preparatore dei portieri: Andreas Hilfiker
- Preparatori atletici: Oliver Mutschler, Felix Sunkel, Jörg Drill, Patrick Kasprowski, Manfred Kroß, Michele Putaro, Sascha Weiß
- Medico sociale: Andreas Herbst

## Risultati

### Bundesliga

#### Girone di andata
| Arbitro: | Zwayer |

|                       |           |          |
| Müller 37’ Robben 47’ | Marcatori | 52’ Olić |

| Arbitro: | Perl |

|                      |           |                            |
| Naldo 15’ Arnold 79’ | Marcatori | 23’ (aut.) Jung 85’ Kadlec |

| Arbitro: | Stark |

|             |           |          |
| Modeste 55’ | Marcatori | 89’ Olić |

| Arbitro: | Aytekin |

|                                                 |           |           |
| Rodríguez 8’ (rig.), 63’ Vieirinha 45’ Hunt 81’ | Marcatori | 29’ Drmić |

| Arbitro: | Hartmann |

|           |           |  |
| Kalou 35’ | Marcatori |  |

| Arbitro: | Sippel |

|                        |           |           |
| Rodríguez 15’ Olić 57’ | Marcatori | 37’ Busch |

| Arbitro: | Schmidt |

|           |           |  |
| Naldo 58’ | Marcatori |  |

| Arbitro: | Dingert |

|          |           |                   |
| Kerk 90’ | Marcatori | 8’, 66’ Caligiuri |

| Arbitro: | Winkmann |

|                                     |           |  |
| Naldo 15’ Perišić 59’ Caligiuri 87’ | Marcatori |  |

| Arbitro: | Dankert |

|  |           |                                           |
|  | Marcatori | 15’, 88’ Perišić 45’ Knoche 48’ De Bruyne |

| Arbitro: | Kircher |

|                   |           |  |
| Olić 28’ Hunt 64’ | Marcatori |  |

| Arbitro: | Hartmann |

|                                  |           |                       |
| Choupo-Moting 10’, 22’ Fuchs 25’ | Marcatori | 37’ Olić 74’ Bendtner |

| Arbitro: | Stark |

|            |           |  |
| Knoche 12’ | Marcatori |  |

| Arbitro: | Schmidt |

|            |           |                                  |
| Joselu 45’ | Marcatori | 4’ De Bruyne 69’ Dost 85’ Arnold |

| Arbitro: | Gräfe |

|                 |           |                 |
| Rafa 17’ (aut.) | Marcatori | 51’ (rig.) Meha |

| Arbitro: | Welz |

|                            |           |                         |
| Aubameyang 8’ Immobile 76’ | Marcatori | 29’ De Bruyne 85’ Naldo |

| Arbitro: | Gagelmann |

|                    |           |           |
| Dost 16’ Naldo 78’ | Marcatori | 11’ Maroh |

#### Girone di ritorno
| Arbitro: | Welz |

|                                 |           |            |
| Dost 4’, 45’ De Bruyne 53’, 73’ | Marcatori | 55’ Bernat |

| Arbitro: | Perl |

|            |           |               |
| Aigner 58’ | Marcatori | 88’ De Bruyne |

| Arbitro: | Drees |

|                            |           |  |
| Dost 3’ De Bruyne 28’, 84’ | Marcatori |  |

| Arbitro: | Dankert |

|                                 |           |                                  |
| Son 57’, 62’, 67’ Bellarabi 72’ | Marcatori | 6’, 29’, 64’, 90’ Dost 17’ Naldo |

| Arbitro: | Winkmann |

|               |           |              |
| Dost 10’, 74’ | Marcatori | 30’ Schieber |

| Arbitro: | Fritz |

|                                                |           |                                             |
| Junuzović 9’ Di Santo 16’ Vieirinha 28’ (aut.) | Marcatori | 10’, 53’ Caligiuri 18’ Arnold 48’, 51’ Dost |

| Arbitro: | Gräfe |

|          |           |  |
| Kohr 63’ | Marcatori |  |

| Arbitro: | Stegemann |

|                                               |           |  |
| De Bruyne 19’ Rodríguez 78’ (rig.) Arnold 84’ | Marcatori |  |

| Arbitro: | Stark |

|            |           |             |
| Bungert 7’ | Marcatori | 61’ Gustavo |

| Arbitro: | Welz |

|                                        |           |            |
| Rodríguez 41’ (rig.), 65’ Schürrle 76’ | Marcatori | 44’ Harnik |

| Arbitro: | Zwayer |

|  |           |                              |
|  | Marcatori | 10’ Guilavogui 73’ Caligiuri |

| Arbitro: | Dingert |

|               |           |          |
| De Bruyne 78’ | Marcatori | 53’ Sané |

| Arbitro: | Dankert |

|           |           |  |
| Kruse 90’ | Marcatori |  |

| Arbitro: | Brych |

|                      |           |                     |
| Dost 24’ Perišić 45’ | Marcatori | 47’ Briand 58’ Sané |

| Arbitro: | Schmidt |

|          |           |                         |
| Rupp 90’ | Marcatori | 16’ Klose 25’, 82’ Dost |

| Arbitro: | Fritz |

|                        |           |                       |
| Caligiuri 1’ Naldo 49’ | Marcatori | 11’ (rig.) Aubameyang |

| Arbitro: | Gagelmann |

|                            |           |                        |
| Ōsako 3’ Knoche 61’ (aut.) | Marcatori | 8’ Gustavo 15’ Perišić |

### Coppa di Germania
| Arbitro: | Gagelmann |

|                                                     |                      |                                               |
| Brégerie Behrens Holland Exslager Stroh-Engel Ivana | Tiri di rigore 4 – 5 | Naldo Dost Rodríguez De Bruyne Olić Vieirinha |

| Arbitro: | Kinhöfer |

|                                         |           |                 |
| Caligiuri 28’ Dost 44’ Gustavo 65’, 78’ | Marcatori | 12’ Schnatterer |

| Arbitro: | Kinhöfer |

|  |           |                         |
|  | Marcatori | 20’ Caligiuri 57’ Klose |

| Arbitro: | Stieler |

|                      |           |  |
| Rodríguez 72’ (rig.) | Marcatori |  |

| Arbitro: | Welz |

|  |           |                                        |
|  | Marcatori | 8’, 55’ Arnold 32’ Gustavo 51’ Perišić |

| Arbitro: | Brych |

|               |           |                                    |
| Aubameyang 5’ | Marcatori | 22’ Gustavo 33’ De Bruyne 38’ Dost |

### Europa League

#### Fase a gironi
| Arbitro: | Banti |

|                                                                 |           |               |
| Rodríguez 15’ (aut.) Coleman 45’ Baines 47’ (rig.) Mirallas 89’ | Marcatori | 90’ Rodríguez |

| Arbitro: | Hațegan |

|               |           |                  |
| De Bruyne 82’ | Marcatori | 77’ (rig.) Origi |

| Arbitro: | Dias |

|                                    |           |                                                     |
| Granqvist 51’ (rig.) Wanderson 86’ | Marcatori | 37’ (aut.) Granqvist 46’, 80’ De Bruyne 64’ Gustavo |

| Arbitro: | van Boekel |

|                                                       |           |               |
| Hunt 47’, 57’ Guilavogui 73’ Bendtner 89’ (rig.), 90’ | Marcatori | 72’ Wanderson |

| Arbitro: | Vitienes |

|  |           |                         |
|  | Marcatori | 43’ Lukaku 75’ Mirallas |

| Arbitro: | Özkahya |

|  |           |                                         |
|  | Marcatori | 45’ Vieirinha 65’, 89’ (rig.) Rodríguez |

#### Fase ad eliminazione diretta
| Arbitro: | Yefet |

|               |           |  |
| Dost 46’, 63’ | Marcatori |  |

| Lisbona 26 febbraio 2015, ore 21:05 CET Sedicesimi di finale - ritorno | Sporting Lisbona | 0 – 0 referto | Wolfsburg | Stadio José Alvalade (23 097 spett.)\| Arbitro: \| Buquet \| |
| Arbitro:                                                               | Buquet           |               |           |                                                              |

| Arbitro: | Marciniak |

|                              |           |            |
| Naldo 28’ De Bruyne 63’, 76’ | Marcatori | 6’ Palacio |

| Arbitro: | Clattenburg |

|             |           |                            |
| Palacio 71’ | Marcatori | 24’ Caligiuri 89’ Bendtner |

| Arbitro: | Lahoz |

|              |           |                                            |
| Bendtner 80’ | Marcatori | 15’ Higuaín 23’, 64’ Hamšík 76’ Gabbiadini |

| Arbitro: | Çakır |

|                          |           |                       |
| Callejón 50’ Mertens 65’ | Marcatori | 71’ Klose 73’ Perišić |

## Statistiche

### Statistiche di squadra
| Competizione      | Punti | In casa | In casa | In casa | In casa | In casa | In casa | In trasferta | In trasferta | In trasferta | In trasferta | In trasferta | In trasferta | Totale | Totale | Totale | Totale | Totale | Totale | DR  |
| Competizione      | Punti | G       | V       | N       | P       | Gf      | Gs      | G            | V            | N            | P            | Gf           | Gs           | G      | V      | N      | P      | Gf     | Gs     | DR  |
| ----------------- | ----- | ------- | ------- | ------- | ------- | ------- | ------- | ------------ | ------------ | ------------ | ------------ | ------------ | ------------ | ------ | ------ | ------ | ------ | ------ | ------ | --- |
| Bundesliga        | 69    | 17      | 13      | 4       | 0       | 38      | 13      | 17           | 7            | 5            | 5            | 34           | 25           | 34     | 20     | 9      | 5      | 72     | 38     | +34 |
| Coppa di Germania | -     | 2       | 2       | 0       | 0       | 5       | 1       | 4            | 3            | 1            | 0            | 9            | 1            | 6      | 5      | 1      | 0      | 14     | 2      | +12 |
| Europa League     | -     | 6       | 3       | 1       | 2       | 12      | 9       | 6            | 3            | 2            | 1            | 12           | 9            | 12     | 6      | 3      | 3      | 24     | 18     | +6  |
| Totale            | -     | 25      | 18      | 5       | 2       | 55      | 23      | 27           | 13           | 8            | 6            | 55           | 35           | 52     | 31     | 13     | 8      | 110    | 58     | +52 |

### Andamento in campionato
| Giornata  | 1  | 2  | 3  | 4  | 5  | 6 | 7 | 8 | 9 | 10 | 11 | 12 | 13 | 14 | 15 | 16 | 17 | 18 | 19 | 20 | 21 | 22 | 23 | 24 | 25 | 26 | 27 | 28 | 29 | 30 | 31 | 32 | 33 | 34 |
| --------- | -- | -- | -- | -- | -- | - | - | - | - | -- | -- | -- | -- | -- | -- | -- | -- | -- | -- | -- | -- | -- | -- | -- | -- | -- | -- | -- | -- | -- | -- | -- | -- | -- |
| Luogo     | T  | C  | T  | C  | T  | C | C | T | C | T  | C  | T  | C  | T  | C  | T  | C  | C  | T  | C  | T  | C  | T  | T  | C  | T  | C  | T  | C  | T  | C  | T  | C  | T  |
| Risultato | P  | N  | N  | V  | P  | V | V | V | V | V  | V  | P  | V  | V  | N  | N  | V  | V  | N  | V  | V  | V  | V  | P  | V  | N  | V  | V  | N  | P  | N  | V  | V  | N  |
| Posizione | 14 | 12 | 13 | 11 | 12 | 9 | 7 | 5 | 3 | 2  | 2  | 2  | 2  | 2  | 2  | 2  | 2  | 2  | 2  | 2  | 2  | 2  | 2  | 2  | 2  | 2  | 2  | 2  | 2  | 2  | 2  | 2  | 2  | 2  |

Legenda:

Luogo: C = Casa; T = Trasferta. Risultato: V = Vittoria; N = Pareggio; P = Sconfitta.

### Statistiche dei giocatori
| Giocatore     | Bundesliga | Bundesliga | Bundesliga  | Bundesliga | Coppa di Germania | Coppa di Germania | Coppa di Germania | Coppa di Germania | Europa League | Europa League | Europa League | Europa League | Totale   | Totale | Totale      | Totale     |
| Giocatore     | Presenze   | Reti       | Ammonizioni | Espulsioni | Presenze          | Reti              | Ammonizioni       | Espulsioni        | Presenze      | Reti          | Ammonizioni   | Espulsioni    | Presenze | Reti   | Ammonizioni | Espulsioni |
| ------------- | ---------- | ---------- | ----------- | ---------- | ----------------- | ----------------- | ----------------- | ----------------- | ------------- | ------------- | ------------- | ------------- | -------- | ------ | ----------- | ---------- |
| D. Benaglio   | 31         | 0          | 2           | 0          | 5                 | 0                 | 0                 | 0                 | 12            | 0             | 0             | 0             | 48       | 0      | 2           | 0          |
| P. Drewes     | -          | -          | -           | -          | -                 | -                 | -                 | -                 | -             | -             | -             | -             | -        | -      | -           | -          |
| M. Grün       | 3          | 0          | 0           | 0          | 1                 | 0                 | 0                 | 0                 | -             | -             | -             | -             | 4        | 0      | 0           | 0          |
| Felipe        | -          | -          | -           | -          | -                 | -                 | -                 | -                 | -             | -             | -             | -             | -        | -      | -           | -          |
| S. Jung       | 22         | 0          | 0           | 0          | 2                 | 0                 | 0                 | 0                 | 6             | 0             | 0             | 0             | 30       | 0      | 0           | 0          |
| T. Klose      | 12         | 1          | 0           | 0          | 4                 | 1                 | 1                 | 0                 | 3             | 1             | 0             | 0             | 19       | 3      | 1           | 0          |
| R. Knoche     | 27         | 2          | 0           | 0          | 3                 | 0                 | 0                 | 0                 | 11            | 0             | 1             | 0             | 41       | 2      | 1           | 0          |
| Naldo         | 32         | 7          | 5           | 0          | 6                 | 0                 | 1                 | 0                 | 11            | 1             | 3             | 0             | 49       | 8      | 9           | 0          |
| P. Ochs       | -          | -          | -           | -          | -                 | -                 | -                 | -                 | -             | -             | -             | -             | -        | -      | -           | -          |
| R. Rodríguez  | 26         | 6          | 2           | 0          | 4                 | 1                 | 0                 | 0                 | 9             | 3             | 1             | 0             | 39       | 10     | 3           | 0          |
| M. Schäfer    | 16         | 0          | 0           | 0          | 3                 | 0                 | 0                 | 0                 | 6             | 0             | 0             | 0             | 25       | 0      | 0           | 0          |
| M. Sprenger   | -          | -          | -           | -          | -                 | -                 | -                 | -                 | -             | -             | -             | -             | -        | -      | -           | -          |
| C. Träsch     | 12         | 0          | 0           | 0          | 3                 | 0                 | 0                 | 0                 | 6             | 0             | 0             | 0             | 21       | 0      | 0           | 0          |
| M. Arnold     | 27         | 4          | 8           | 0          | 5                 | 2                 | 1                 | 0                 | 8             | 0             | 2             | 0             | 40       | 6      | 11          | 0          |
| D. Caligiuri  | 28         | 7          | 1           | 0          | 6                 | 2                 | 1                 | 0                 | 11            | 1             | 1             | 0             | 45       | 10     | 3           | 0          |
| K. De Bruyne  | 34         | 10         | 3           | 0          | 6                 | 1                 | 2                 | 0                 | 11            | 5             | 2             | 0             | 51       | 16     | 7           | 0          |
| J. Guilavogui | 27         | 1          | 4           | 1          | 5                 | 0                 | 0                 | 0                 | 10            | 1             | 0             | 1             | 42       | 2      | 4           | 2          |
| A. Hunt       | 15         | 2          | 1           | 0          | 2                 | 0                 | 0                 | 0                 | 5             | 2             | 0             | 0             | 22       | 4      | 1           | 0          |
| L. Gustavo    | 31         | 2          | 11          | 0          | 5                 | 4                 | 0                 | 0                 | 11            | 1             | 3             | 0             | 47       | 7      | 14          | 0          |
| I. Perišić    | 24         | 5          | 4           | 0          | 2                 | 1                 | 0                 | 0                 | 9             | 1             | 2             | 0             | 35       | 7      | 6           | 0          |
| P. Seguin     | -          | -          | -           | -          | 1                 | 0                 | 0                 | 0                 | -             | -             | -             | -             | 1        | 0      | 0           | 0          |
| Vieirinha     | 31         | 1          | 1           | 0          | 5                 | 0                 | 2                 | 0                 | 10            | 1             | 0             | 0             | 46       | 2      | 3           | 0          |
| X. Zhang      | -          | -          | -           | -          | -                 | -                 | -                 | -                 | -             | -             | -             | -             | -        | -      | -           | -          |
| N. Bendtner   | 18         | 1          | 0           | 0          | 2                 | 0                 | 0                 | 0                 | 8             | 4             | 1             | 0             | 28       | 5      | 1           | 0          |
| B. Dost       | 21         | 16         | 1           | 0          | 6                 | 2                 | 0                 | 0                 | 9             | 2             | 0             | 0             | 36       | 20     | 1           | 0          |
| A. Schürrle   | 14         | 1          | 1           | 0          | 4                 | 0                 | 0                 | 0                 | 4             | 0             | 0             | 0             | 22       | 1      | 1           | 0          |
| J. Malanda    | 10         | 0          | 0           | 0          | 2                 | 0                 | 1                 | 0                 | 3             | 0             | 0             | 0             | 15       | 0      | 1           | 0          |
| I. Olić       | 14         | 5          | 0           | 0          | 1                 | 0                 | 0                 | 0                 | 5             | 0             | 0             | 0             | 20       | 5      | 0           | 0          |
| S. Medojević  | 1          | 0          | 0           | 0          | -                 | -                 | -                 | -                 | 1             | 0             | 0             | 0             |          |        |             |            |